# Ткачов Михайло Петрович
Михайло Петрович Ткачов (нар. 30 травня 1913, Микільське — пом. ?) — український радянський скульптор.

## Біографія
Народився 30 травня 1913 року в селі Микільському (тепер Донецька область, Україна). Впродовж 1933—1935 років навчався у вищій школі будівельників та архітекторів у Краматорську.

## Творчість
Працював у галузі декоративного мистецтва. Серед робіт:
- цикли анімалістичні скульптур (1963);
- скульптури за мотивами творів Тараса Шевченка (1964);

декоративні тарілки
- «Могутньому прославленому народові» (1966);
- «Гуцульське весілля» (1968, п'ять тарілок);

рельєфи (метал, карбування)
- «Ліс державі» (1967);
- «За владу Рад» (1968);
- «Довбуш і Дзвінка» (1968);
- «За Севастополь» (1968);
- «Весна ще так ніколи не співала» (1970).

Брав участь у всеукраїнських виставках з 1963 року, зарубіжних з 1965 року, персональна виставка пройшла у Києві у 1965 році.
Деякі роботи зберігаються в Луганському художньому музеї.